# Vasina torta

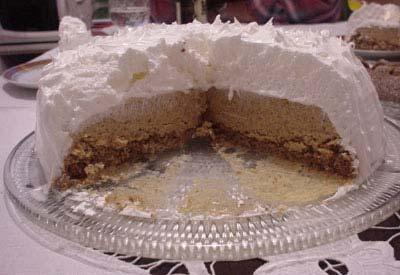
Vasina torta

Die Vasina torta, auch Torte des Herrn Vasa oder Vasa-Torte, ist eine serbische, mit einem Weinbrand aromatisierte Torte mit einer Füllung aus Mandel-, Haselnuss- und Walnuss-Creme.

## Legende
Vasa Čokrljan aus Paraćin in Serbien galt als unverbesserlicher Junggeselle und war das Thema so mancher Gesprächsrunden seiner Zeit. 1908, mit 41 Jahren, beschloss er zur Überraschung aller doch noch zu heiraten. Er ehelichte Jelena, die später behaupten sollte, in Vasa den besten und sanftesten Ehemann der ganzen Welt gefunden zu haben. Ihre gemeinsame Tochter Ružica überlieferte die Geschichte, wie die Vasa-Torte entstanden sein soll.
Vasa war demnach überglücklich, als ihm mitgeteilt wurde, dass seine Gemahlin Jelena ein Kind erwarte. Doch die Freude währte nicht lange, da ihr Hausarzt meinte, dass das ungeborene Kind zu groß für die sanfte Gestalt seiner Frau sei und es Komplikationen geben würde. Er riet ihnen zur Geburt des Kindes ein bekanntes Spital in Belgrad. Erschrocken um seine Gemahlin entschloss sich Vasa, keine Kosten zu scheuen und mit ihr nach Wien zu reisen.
Es zeigte sich, dass er richtig handelte, waren die Komplikationen größer als zuerst angenommen. Doch der beste Gynäkologe Wiens konnte Mutter und Kind retten und sorgte so für eine glückliche Geburt. In die Heimat zurückgekehrt gab Vasas Schwiegermutter ein reiches Festmahl, als Dank, dass alles gut verlaufen und Tochter und Enkelin wohlauf waren. Ihren Schwiegersohn überraschte sie dabei mit einer neuen Tortenkreation, die nach ihm als Vasa-Torte benannt wurde und seitdem zu den beliebtesten Torten in Serbien zählt.

## Kuriositäten
Die ursprünglich serbische Vasina Torte wird nicht nur in Serbien, sondern auch in den anderen Ländern des ehemaligen Jugoslawiens, wie Mazedonien und Kroatien, zubereitet. So gehört die Vasina Torte zum Hauptprogramm (gemeinsam mit dem Russischen Salad) für Geburtstage und andere Festlichkeiten im benachbarten Mazedonien.